# برایان کارپنتر
برایان کارپنتر (انگلیسی: Brian Carpenter؛ زادهٔ ۱۳ دسامبر ۱۹۷۱) موسیقی‌دان اهل ایالات متحده آمریکا است. وی از سال ۱۹۹۸ میلادی تاکنون مشغول فعالیت بوده است.